# アレクサンダル・トネフ
アレクサンダル・アントノフ・トネフ（ブルガリア語: Александър Антонов Тонев, 英語: Aleksandar Antonov Tonev, 1990年2月3日 - ）は、ブルガリア・ソフィア州エリン・ペリン出身の元同国代表サッカー選手。現役時代のポジションはFW。

## 経歴
ブルガリアのPFC CSKAソフィアのユースチームでキャリアをスタートさせ、2008年にトップチーム昇格した。2009年にOFCスリヴェン2000にレンタル移籍した。2011年6月16日、ポーランドのレフ・ポズナンに移籍した。7月29日、ŁKSウッチ戦でデビューした。
2013年6月7日、アストン・ヴィラFCへの移籍が決定。
2014年8月12日、セルティックFCにレンタル移籍した。10月30日、前月13日のリーグ第5節アバディーン戦（2-1で勝利）で相手DFシェイ・ローガンに対して差別的な発言をしたとしてSFAより7試合の出場停止処分を科された。クラブはこの事実を否定しロニー・デイラ監督も選手への信頼を示したが、控訴は棄却されペナルティが確定した。
2016年よりセリエAに昇格したFCクロトーネに移籍。2018年2月12日、クラブとの双方合意に基づき契約を解除した。

## 代表歴
ブルガリア代表として各年代で招集されており、2011年10月11日、ウェールズ代表戦でA代表デビューを果たした。2013年3月22日、2014 FIFAワールドカップ・ヨーロッパ予選のマルタ代表戦で初ゴールを含むハットトリックを記録した。

## 個人成績

### クラブ
| クラブ         | シーズン | リーグ | リーグ | カップ | カップ | ヨーロッパ | ヨーロッパ | 通算 | 通算 |
| クラブ         | シーズン | 出場   | 得点   | 出場   | 得点   | 出場       | 得点       | 出場 | 得点 |
| -------------- | -------- | ------ | ------ | ------ | ------ | ---------- | ---------- | ---- | ---- |
| CSKAソフィア   | 2007-08  | 2      | 0      | 0      | 0      | 0          | 0          | 2    | 0    |
| CSKAソフィア   | 2008-09  | 17     | 2      | 0      | 0      | –          | –          | 17   | 2    |
| スリヴェン     | 2009-10  | 23     | 1      | 0      | 0      | –          | –          | 23   | 1    |
| CSKAソフィア   | 2010-11  | 23     | 2      | 3      | 0      | 8          | 0          | 34   | 2    |
| レフ・ポズナン | 2011-12  | 28     | 3      | 1      | 0      | –          | –          | 29   | 3    |
| レフ・ポズナン | 2012-13  | 19     | 3      | 1      | 0      | 6          | 1          | 26   | 4    |
| 総通算         | 総通算   | 112    | 11     | 5      | 0      | 14         | 1          | 131  | 12   |

### 代表での成績
| 得点 | 日時          | 場所     | 対戦相手       | スコア | 結果 | 試合概要                    |
| ---- | ------------- | -------- | -------------- | ------ | ---- | --------------------------- |
| 1.   | 2013年3月22日 | ソフィア | マルタ         | 1–0    | 6–0  | 2014 FIFAワールドカップ予選 |
| 2.   | 2013年3月22日 | ソフィア | マルタ         | 2–0    | 6–0  | 2014 FIFAワールドカップ予選 |
| 3.   | 2013年3月22日 | ソフィア | マルタ         | 5–0    | 6–0  | 2014 FIFAワールドカップ予選 |
| 4.   | 2016年3月29日 | スコピエ | 北マケドニア   | 0–2    | 0–2  | 親善試合                    |
| 5.   | 2016年9月6日  | ソフィア | ルクセンブルク | 4–3    | 4–3  | 2018 FIFAワールドカップ予選 |

## タイトル

### クラブ
CSKAソフィア
- ブルガリアプロサッカーリーグ : 2007-08
- ブルガリア・カップ : 2010-11
- ブルガリア・スーパーカップ: 2008

セルティック
- スコティッシュ・リーグ・カップ : 2014-15